# Baetis intercalaris
Baetis intercalaris je druh jepice z čeledi Baetidae. Žije v jižní polovině Kanady a v kontinentální části USA. Jako první tento druh popsal kanadský entomolog James Halliday McDunnough v roce 1923.

## Fotogalerie

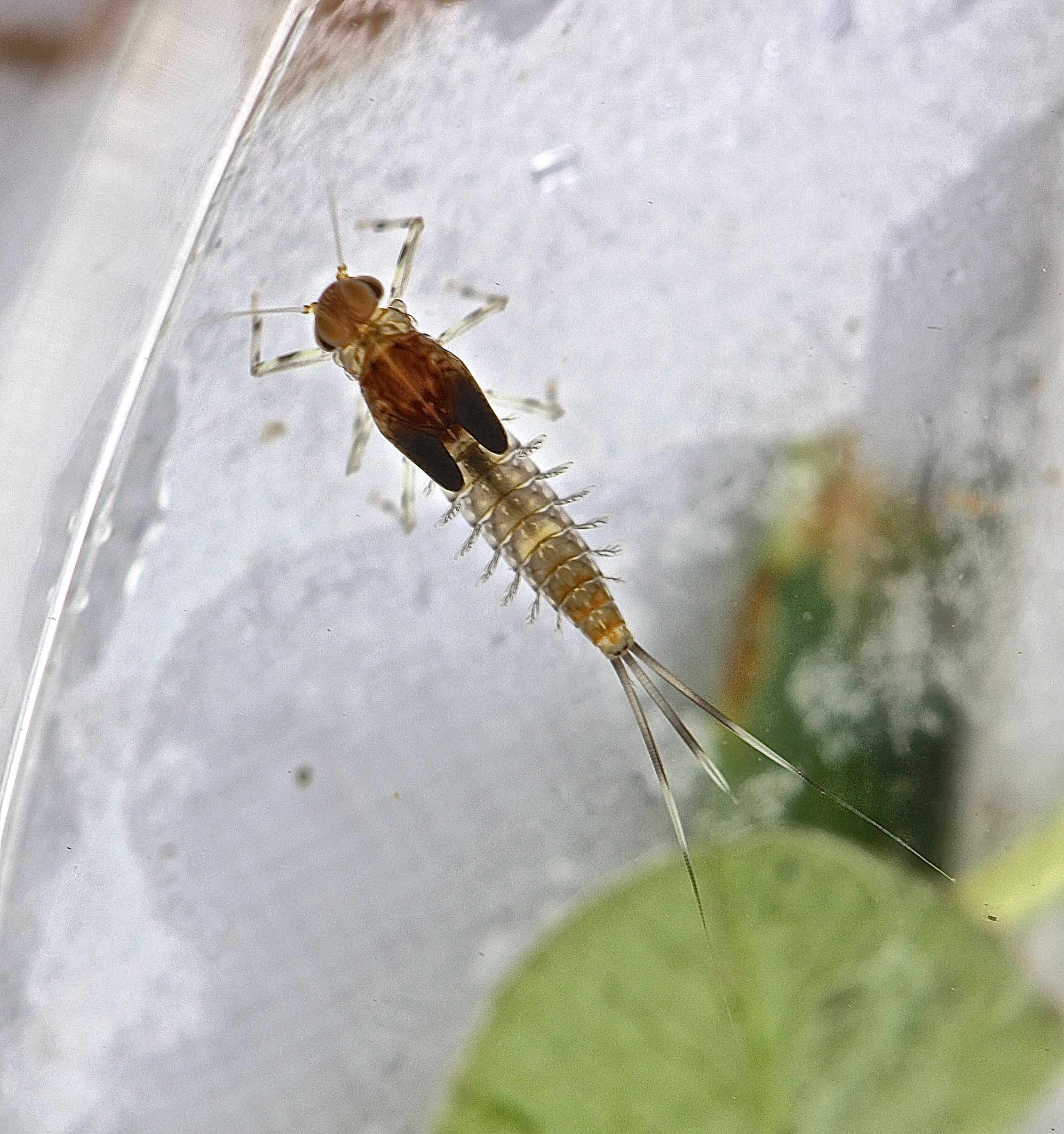
Nymfa Baetis intercalaris
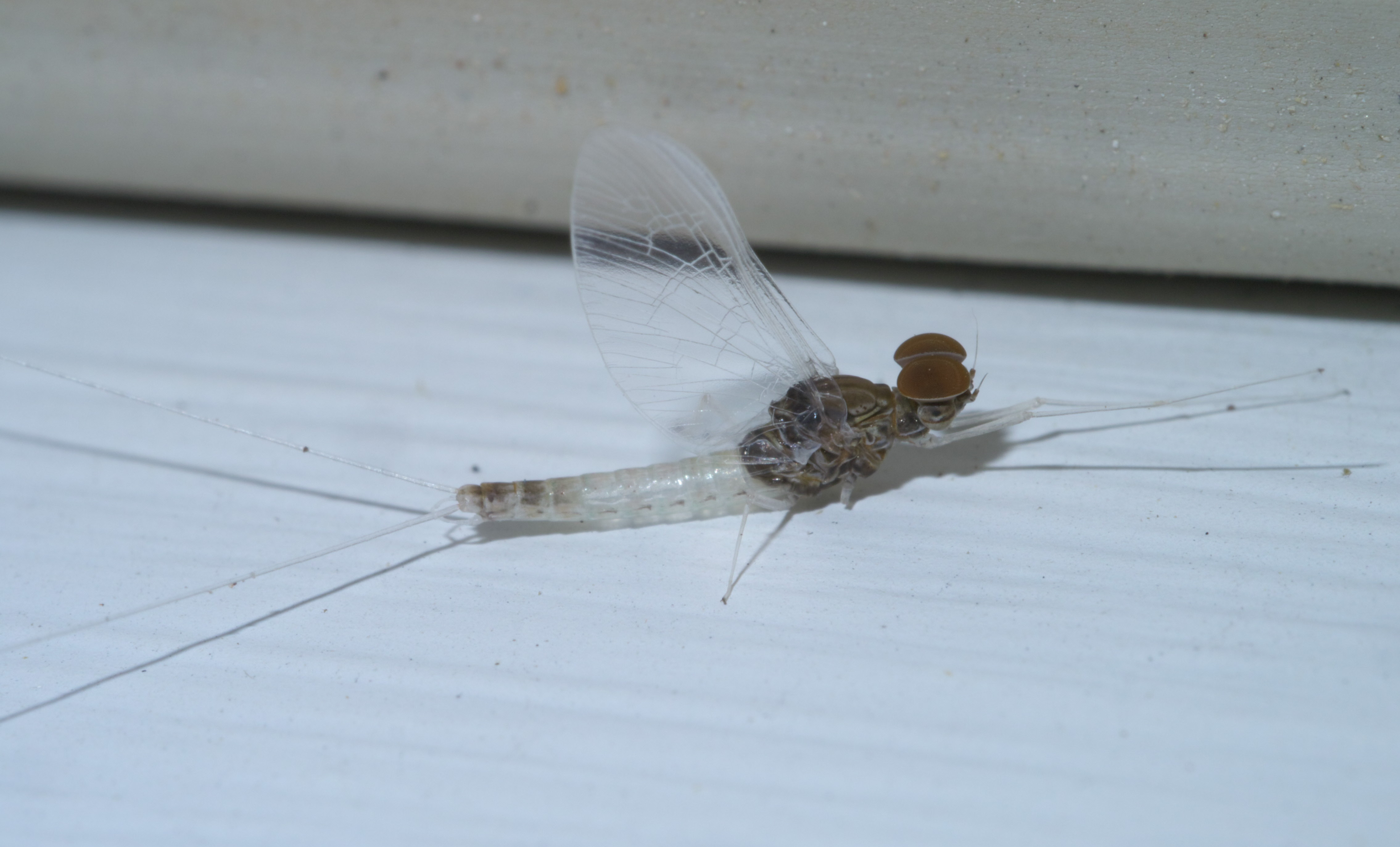
Imago Baetis intercalaris